# Bénigne Gagneraux
Bénigne Gagneraux, né à Dijon le 24 septembre 1756 et mort à Florence le 18 août 1795, est un peintre, dessinateur et graveur néo-classique français. 

## Biographie
Élève de François Devosge à l'école de dessin de Dijon, Bénigne Gagneraux est lauréat du premier prix de Rome de peinture institué par les États de Bourgogne en 1776 avec Marcus Curtus refusant les présents des Samnites. Lors de son séjour à Rome il fait plusieurs copies pour les décors du palais des états de Bourgogne. En 1784, il est remarqué par le roi de Suède Gustave III qui lui achète plusieurs tableaux. Pendant la Révolution française, Gagneraux est toujours à Rome lorsque se déclenchent les émeutes antifrançaises de 1793. Il est blessé et doit se réfugier à Florence, là-même où il se met au service du grand duc de Toscane Ferdinand III. En 1794, il est nommé peintre d'histoire de la Cour de Suède. Il meurt à Florence l'année suivante, défenestré de son domicile, accidentellement ou plus probablement par suicide.
Redécouvert dans les années 1970, l'œuvre de Bénigne Gagneraux a été réévalué à partir des travaux de Robert Rosenblum et de l'exposition de David à Delacroix, qui aboutissent à une exposition rétrospective en 1983 à Dijon et Rome. Son Recueil de planches gravées exécutées à Rome d'après l'Antique de 1792, précède les gravures au trait de John Flaxman, et a une influence sur Jean-Auguste Dominique Ingres et sur la secte des Barbus, le mouvement radical néo-classique.

## Œuvres dans les collections publiques

### France
- Dijon :
  - musée des Beaux-Arts :
    - Le Triomphe de l'Amour (copie d'après Salimbeni), 1779, huile sur toile, 126 × 92,5 cm ;
    - Vénus priant Neptune d'être favorable à Énée, 1779, huile sur toile, 71 × 93 cm ;
    - L'École d'Athènes, copie d'après Raphaël, 1780, huile sur toile, 202 × 295 cm ;
    - Œdipe aveugle recommandant sa famille aux dieux, vers 1783, dessin peint à l'huile sur papier anciennement marouflée sur toile, 73 × 94,5 cm ;
    - Jeune homme lisant Homère, 1786, huile sur toile, 46 × 38 cm ;
    - La Bataille de Sénef, 1788, huile sur toile, 296 × 357 cm ;
    - Le Génie des arts, 1789, huile sur toile, 109,5 × 83,5 cm ;
    - Le Passage du Rhin par l'armée française sous le commandement du Grand Condé, 1790, huile sur toile, 286 × 359 cm ;
    - L'Amour domptant la Force, 1793, huile sur toile, 38,7 × 50 cm ;
    - Soranus et Servilie, 1793, huile sur toile, 84 × 116 cm ;
    - Les Vestales recevant le Palladium des mains de Metellus, 1794, huile sur toile, 88,5 × 119,5 cm ;
    - Bacchanale, 1795, huile sur toile, 74,8 × 98,8 cm ;
    - Chasse au lion, vers 1795, huile sur toile, 89,6 × 112 cm ;
    - Le Festin des dieux champêtres, huile sur toile, 83 × 115,5 cm ;

  - musée Magnin : Le Cheval et le serpent, 1787, huile sur toile, 61,6 × 73 cm[7].
- Mâcon, musée des Ursulines : Phaéton effrayé par le signe du lion, 1795, huile sur bois, 40 × 57,5 cm.
- Montpellier, musée Fabre :
  - Le Nid d’amours, 1793, huile sur toile, 39,5 × 51,2 cm ;
  - La Diseuse de bonne aventure, 1794, huile sur toile, 22 × 20 cm ;
  - Combat de cavaliers, 1795, huile sur toile, 39,7 × 49,2 cm ;
  - Moine lisant, 1795, huile sur toile, 42,5 × 35 cm.
- Paris :
  - École nationale supérieure des beaux-arts : Dieu maudissant Caïn après le meurtre d'Abel, plume et encre brune, lavis brun, rehauts de gouache blanche sur esquisse à la pierre noire sur papier lavé d'ocre, 55,7 × 44,2 cm[8]. L'assemblage abondant en références, Sebastiano del Piombo, Marcantonio Raimondi d'après Raphaël et Michel-Ange, dévoile la familiarité de Gagneraux avec le répertoire de la Renaissance romaine et l'interprétation qu'il en donne. L'expressivité des gestes et des visages accentuent la dramatisation et contrastent avec l'immensité désertique du paysage[9].
  - musée du Louvre : Le Baptême de Clorinde par Tancrède, 1789, huile sur toile, 78 × 98 cm.
- Vizille, musée de la Révolution française : Le Génie des arts, 1789, huile sur toile, 109,5 × 83,5 cm.

### Suède
- Stockholm, Nationalmuseum :
  - Œdipe aveugle recommandant sa famille aux dieux, 1784 ;
  - Le Pape Pie VI visitant avec Gustave III de Suède, la Galerie des Antiques du Vatican, 1785.

### Suisse
- Genève, musée d'Art et d'Histoire : Le Génie de la Paix arrêtant les chevaux de Mars, 1794.

Œuvres de Bénigne Gagneraux
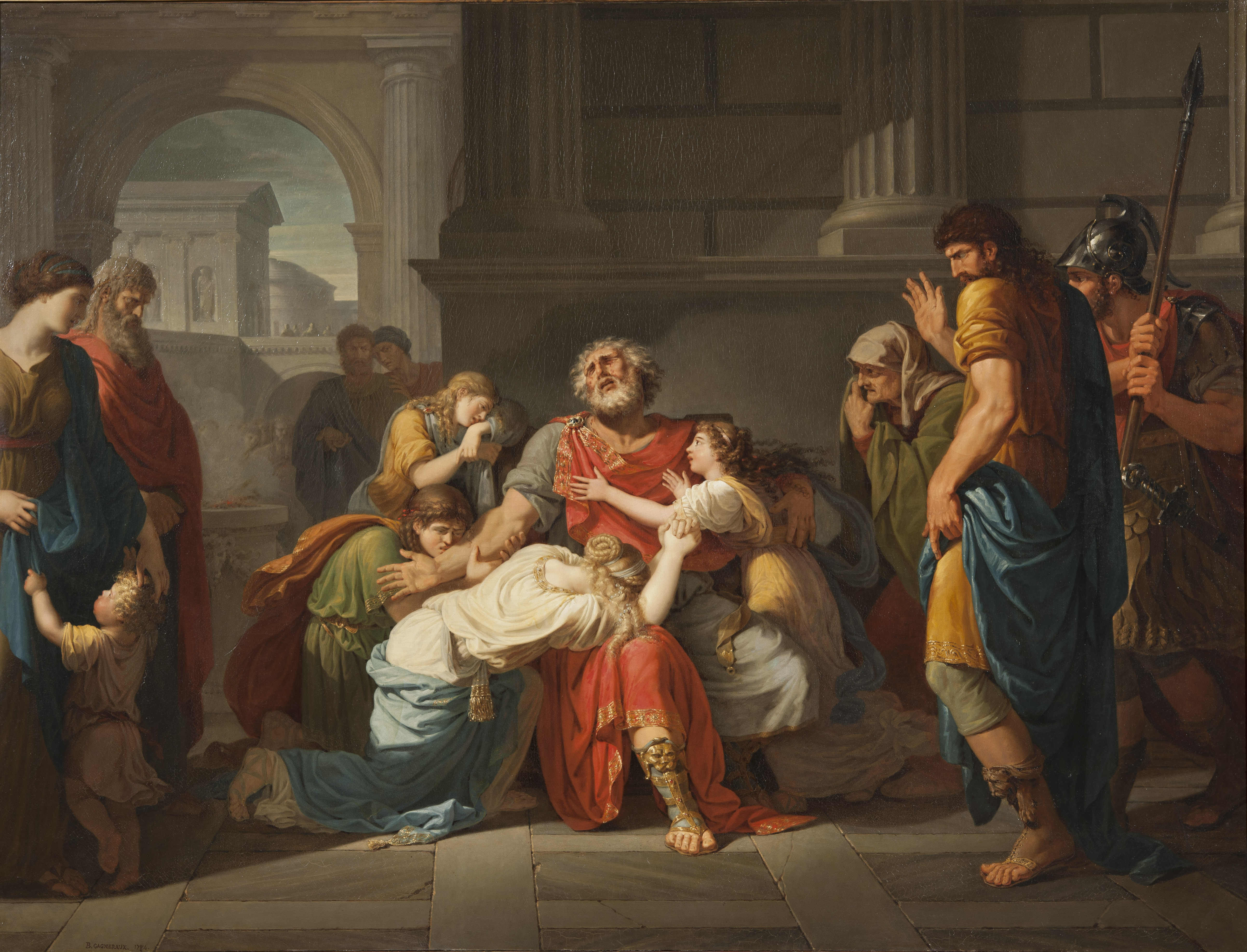
Œdipe aveugle recommandant sa famille aux dieux (1784), Stockholm, Nationalmuseum.
Le Pape Pie VI visitant avec Gustave III de Suède, la Galerie des Antiques du Vatican (1786), Galerie nationale de Prague.
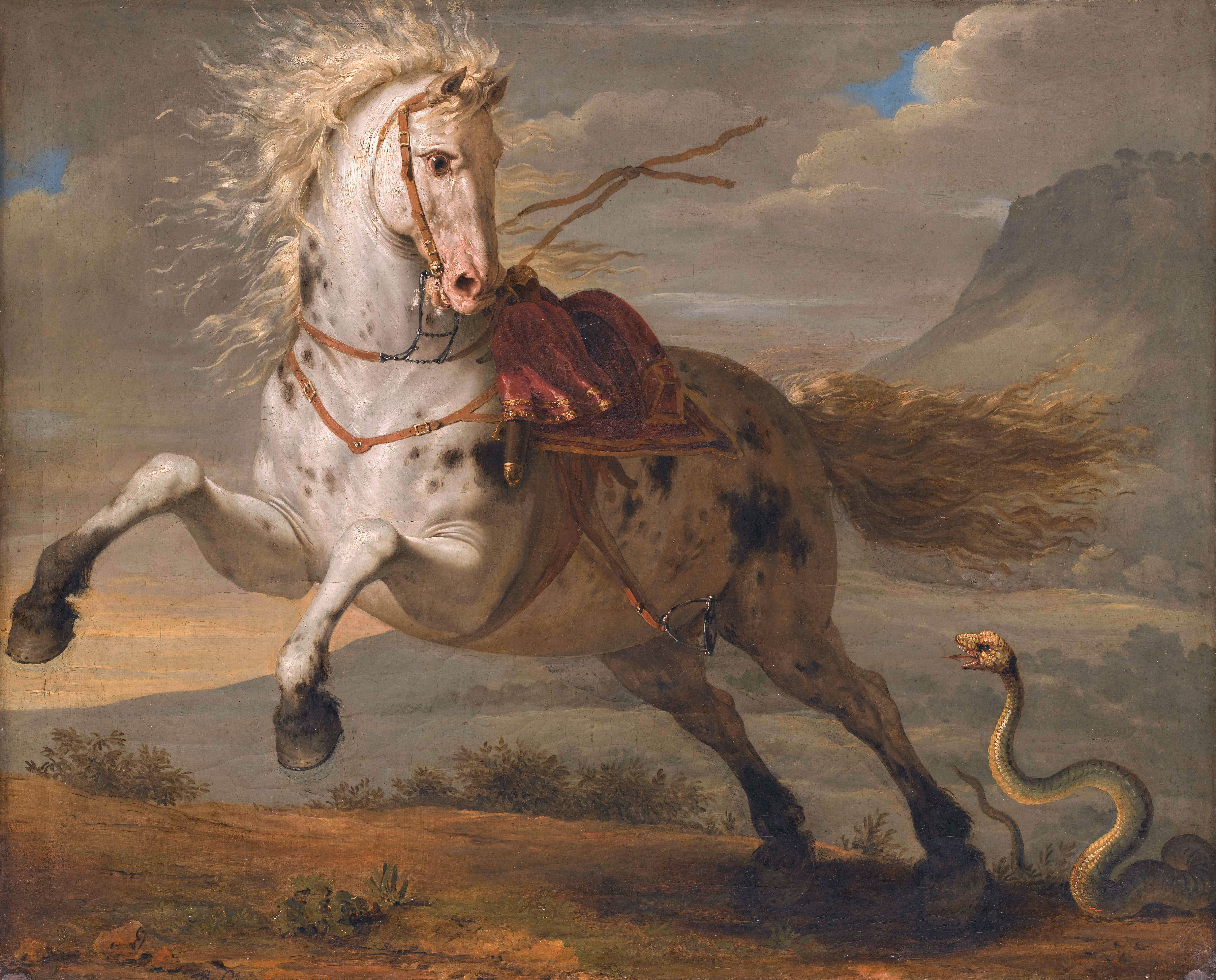
Le Cheval et le serpent (1787), Dijon, musée Magnin.
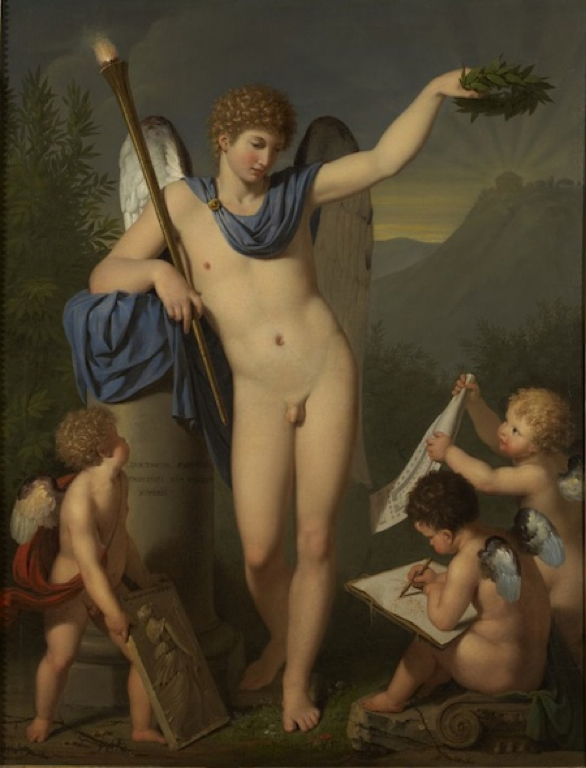
Le Génie des arts (1789), musée des beaux-arts de Dijon.
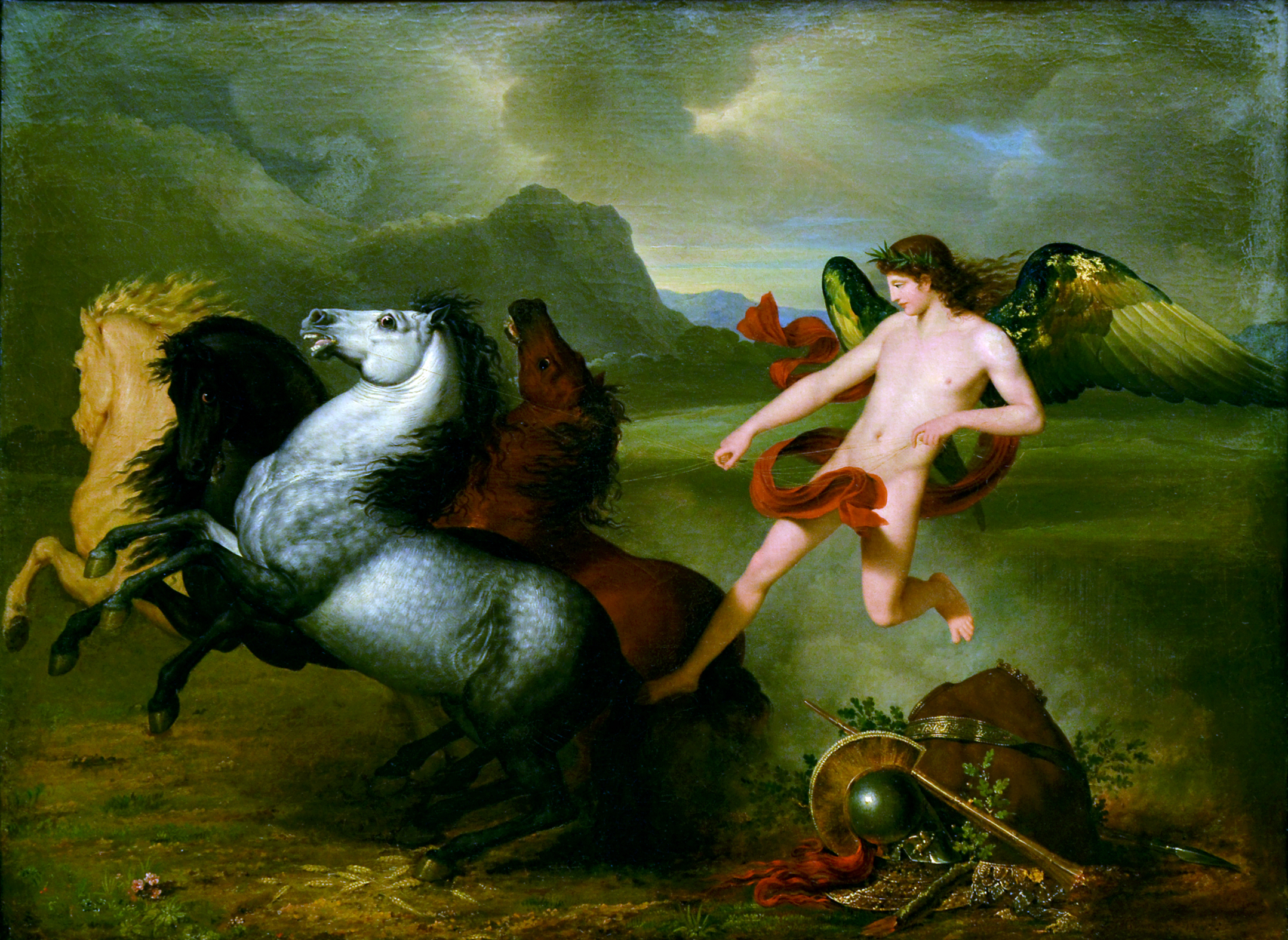
Le Génie de la Paix arrêtant les chevaux de Mars (1794), musée d'Art et d'Histoire de Genève.
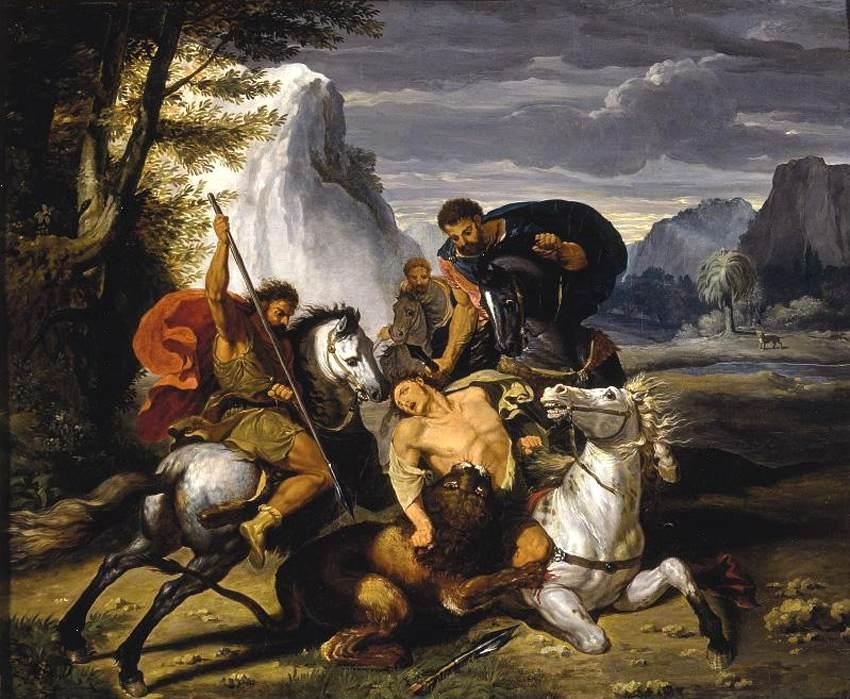
Chasse au lion (vers 1795), musée des Beaux-Arts de Dijon.
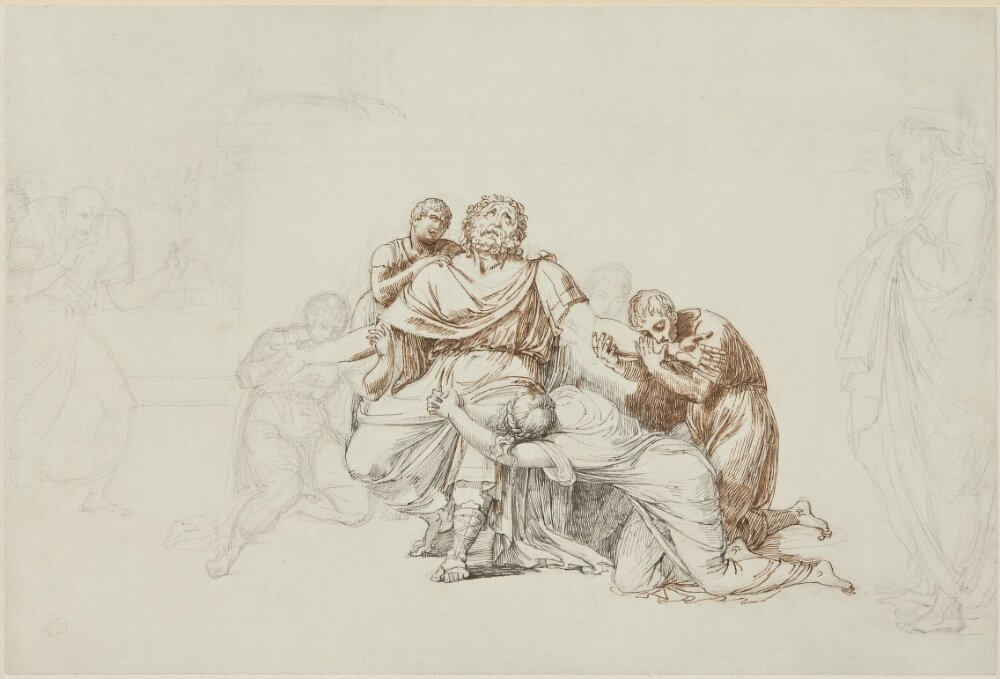
Œdipe aveugle recommande sa famille aux dieux, Stockholm, Nationalmuseum.

## Exposition
- Bénigne Gagneraux (1756-1795), un pittore francese nella Roma di Pio VI, Rome, galerie Borghèse, 1983.